# M. Agejew
M. Agejew (russisch М. Агеев; * 8. August 1898 in Moskau, Russisches Kaiserreich; † 5. August 1973 in Jerewan, Armenische SSR, Sowjetunion) war das Pseudonym des russischen Autors Mark Lasarewitsch Lewi (Марк Лазаревич Леви). Er selbst verwendete die Schreibweise „Levi“, so halten es auch seine deutschen Verleger.

## Leben
Levi wurde in eine Familie wohlhabender jüdischer Pelzhändler geboren. Er besuchte das Moskauer Krayman-Gymnasium (Гимназия Креймана). 1916 nahm er das Jurastudium an der Lomonossow-Universität auf, doch brach er es im dritten Jahr ab, um in der neuen bolschewistischen Verwaltung einen Posten als Inspektor für Transportwesen anzutreten. Während des Russischen Bürgerkriegs wurde er zu einem Stab der Roten Armee abkommandiert, bei einem Gefecht wurde er verwundet. Von 1923 an arbeitete er als Übersetzer in der staatlichen Handelsagentur Arkos. 1924 siedelte er als sowjetischer Staatsbürger in das Deutsche Reich über, mit der offiziellen Begründung, das Kürschner-Handwerk zu erlernen. Er fand eine Stelle in der Leipziger Pelzfirma Eitingon. Gleichzeitig schloss er die philologische Fakultät der Leipziger Universität ab. Nebenbei arbeitete er als Russischlehrer in der Sprachenschule Berlitz.
1931 siedelte er nach Paris über, wo er zunächst weiterhin für Berlitz arbeitete. Mitte der 1930er Jahre lebte er in Istanbul, wo er für die Vertretung des französischen Verlages Hachette arbeitete. 1939 stellte er bei der sowjetischen Botschaft in der Türkei den Antrag auf Rückkehr in die Sowjetunion, doch wurde dieser abgelehnt.
1942 wurde Levi von den türkischen Behörden als „persona non grata“ über die sowjetische Grenze abgeschoben. Er wurde verdächtigt, für den sowjetischen Geheimdienst NKWD zu arbeiten und in ein gescheitertes Attentat auf den deutschen Botschafter in Ankara, Franz von Papen, verwickelt zu sein.
Levi erhielt allerdings keine Wohnberechtigung für seine Heimatstadt Moskau, sondern für Jerewan, die Hauptstadt der Armenischen Sowjetrepublik. An der dortigen Staatlichen Universität fand er eine Anstellung als Germanistik-Dozent. Von seinen in der Emigration verfassten literarischen Werken erfuhren weder seine Familienmitglieder, noch seine Kollegen. Bis zu seinem Tod blieb Jerewan sein Wohnsitz.

## Werke
Unter dem Pseudonym „M. Agejew“ veröffentlichte Levi zwei literarische Werke, beide erschienen 1934 in Paris:
- Der „Roman mit Kokain“ (Роман с кокаином) erschien zunächst in 17 Folgen in der  Wochenzeitschrift „Illjustrirowannaja shisn“ (Illustriertes Leben), 1-17.1934. 1936 folgte in Kleinstauflage von 400 Stück die Buchausgabe, die 1983 neu aufgelegt wurde. Die französische Ausgabe wurde zum Bestseller, der Roman wurde in mehrere Dutzend Sprachen übersetzt.

- Die Erzählung „Ein mieses Volk“ (Паршивый народ) in der Zeitschrift „Wstretschi“ (Begegnungen) 4.1934: In einer Gerichtsverhandlung in Moskau 1924 wird der Anführer einer ukrainischen Diebesbande, der sich auch an Judenpogromen beteiligt hat, zum Tod durch Erschießen verurteilt. Ein jüdischer Beobachter der Verhandlung äußert Mitleid mit dem Verurteilten, woraufhin ein alter Mann im Publikum sagt, die Juden seien „ein mieses Volk“: Sie zeigten Mitleid, obwohl sie Hass auf den Verurteilten empfinden sollten, der jüdische Frauen und Kinder ermordet habe.[5]

## Entschlüsselung des Pseudonyms
Nach dem Erscheinen des Romans 1934 stellte bereits die russische Emigrantenpresse Spekulationen über den Verfasser an, der sich hinter dem Pseudonym M. Agejew verbarg. Der Verlag gab keine Auskunft dazu. Erst als das Buch ein halbes Jahrhundert später internationaler Bestseller wurde, gab die in Paris lebende russische Schriftstellerin Lidija Tscherwinskaja (1907–1988) bekannt, es habe sich um Mark Levi gehandelt, sie habe ihn selbst in Istanbul getroffen und sei seine Geliebte gewesen. Später sei er in die Sowjetunion zurückgekehrt. Allerdings wurde ihr Bericht als wenig glaubwürdig eingestuft. Weitgehend unbeachtet blieb auch, dass der Exilschriftsteller Wassili Janowski, der seinerzeit in Paris das Manuskript Levis bearbeitet hatte, schon zuvor in seinen Memoiren diese Version vertreten hatte.
1985 veröffentlichte der Pariser Slawist Nikita Struve, Sohn eines bekannten Literaturkritikers der russischen Emigration, einen Aufsatz, in dem er anhand von inhaltlichen und stilistischen Beispielen Vladimir Nabokov als wahren Autor des „Romans mit Kokain“ ausmachte. Nabokovs Witwe Vera wies diese These zurück. Der Schweizer Literaturwissenschaftler Felix Philipp Ingold vertrat die Version, Nabokov und Levi hätten das Buch gemeinsam geschrieben.
Das Rätsel lösten 1994 die beiden Archivare Marina Sorokina und Gabriel Superfin: Sie fanden im Moskauer Stadtarchiv Akten des Krayman-Gymnasiums, darunter des Abiturjahrgangs 1916. Zu diesem gehörte ein Mark Levi, auch trugen mehrere Schüler und Lehrer Namen, die den Namen von Protagonisten aus dem Roman stark ähnelten. Im Archiv der Lomonossow-Universität entdeckten sie Levis Akte. Darin fand sich eine Anfrage der Universität von Jerewan aus dem Jahr 1952 zu seinem Studium. Dem ursprünglich von den Historikern nicht ernstgenommenen Hinweis Lidija Tscherwinskajas folgend, Levi habe in der Türkei gelebt, von wo er in die Sowjetunion zurückgekehrt sei, wurden die Archivare in den Akten des Außenministeriums in Moskau fündig: Sie enthielten neben Levis Anträgen an die sowjetische Botschaft in Ankara und Berichten über die Untersuchung der türkischen Behörden zum Attentat auf Botschafter von Papen auch einen Lebenslauf. Darin bezeichnete Levi sich als Autor des „Romans mit Kokain“, wobei er unterstrich, dass der Inhalt nicht „gegen die Sowjetmacht“ gerichtet sei.
Die Literaturwissenschaft sieht den Fall seit dieser Publikation als gelöst an. Ingold hält indes an der Überlegung fest, dass es sich bei dem Roman Agejews um eine Koproduktion zwischen Levi und Nabokov handeln könnte.